# Anarchy in the U.K: Live at the 76 Club
Az Anarchy in the UK: Live at the 76 Club a Sex Pistols angol punk együttes koncertlemeze. A felvételek a Burton upon Trent-i 76 Clubban készültek. A lemez megjelenése előtt az album bootleg formájában terjedt a rajongók között. 2001-ben az albumot újra kiadta a Yeaah Records The 76 Club címmel.

## Az album dalai
| #   | Cím                                         | Szerző(k)                        | Hossz |
| --- | ------------------------------------------- | -------------------------------- | ----- |
| 1.  | Anarchy in the U.K.                         | Sex Pistols                      | 3:40  |
| 2.  | I Wanna Be Me                               | Sex Pistols                      | 2:57  |
| 3.  | Seventeen (I'm a Lazy Sod címmel)           | Sex Pistols                      | 2:03  |
| 4.  | New York (Dolls (New York) címmel)          | Sex Pistols                      | 3:03  |
| 5.  | No Lip (Don't Give Me No Lip, Child címmel) | Dave Berry                       | 3:31  |
| 6.  | (I'm Not Your) Steppin' Stone               | (Tommy Boyce, Bobby Hart         | 3:21  |
| 7.  | Satellite                                   | Sex Pistols                      | 4:01  |
| 8.  | Submission                                  | Sex Pistols                      | 4:11  |
| 9.  | Liar                                        | Sex Pistols                      | 3:07  |
| 10. | Substitute                                  | Pete Townshend                   | 3:19  |
| 11. | No Feelings                                 | Sex Pistols                      | 2:53  |
| 12. | No Fun                                      | Alexander, Asheton, Asheton, Pop | 4:58  |
| 13. | Pretty Vacant                               | Sex Pistols                      | 3:39  |
| 14. | PA Trouble                                  | Sex Pistols                      | 0:37  |
| 15. | Problems                                    | Sex Pistols                      | 4:27  |

## Közreműködők
- Johnny Rotten – ének
- Steve Jones – gitár, háttérvokál
- Glen Matlock – basszusgitár, háttérvokál
- Paul Cook – dob, ütőhangszerek